# Pezizella cyathiformis
Pezizella cyathiformis är en lavart som först beskrevs av Rehm, och fick sitt nu gällande namn av Graddon. Pezizella cyathiformis ingår i släktet Pezizella och familjen Hyaloscyphaceae.   Inga underarter finns listade i Catalogue of Life.